# Associação Atlética Aparecidense
El Associação Atlética Aparecidense es un club de fútbol de la ciudad de Aparecida de Goiânia, estado de Goiás en Brasil. Fundado el 22 de octubre de 1985 y juega actualmente en el Campeonato Brasileño de Serie C.
Actualmente, ocupa la posición 70 del ranking de la CBF.

## Historia
Pese a que su fundación se dio en 1985, su primer partido como equipo profesional se jugó en 1992, entrando a disputar el Campeonato Goiano de Segunda División. Luego de jugar tres temporadas en la segunda división del campeonato estatal, es subcampeón de la misma y logra el acceso al Campeonato Goiano de Primera División. 
Sin embargo, el equipo desciende en 1997 y vuelve a ascender, a Segunda División, en 1999. En 2009, vuelve a descender pero, en 2010, queda campeón del Campeonato Goiano de Segunda División y desde ese año, no ha vuelto a descender.
En 2015, por primera vez llegó a la final del Campeonato Goiano, pero se quedó con el subcampeonato.
Em 2016, llegó a la semifinal de la Copa Verde, perdiendo para el Gama.
En 2018, el Camaleón fue nuevamente subcampeón del Campeonato Goiano. Así como en 2015, nuevamente derrotado por el Goiás en la final. En la Copa de Brasil sorprendió eliminando el Botafogo.
En 2021 logra una temporada de ensueño. En febrero logró llegar a las semifinales del Campeonato Goiano 2020 (aplazado por la pandemia por COVID-19), lo cual lo clasifica a la Serie D 2021. Se ubicó en el grupo 5, clasificando en primer puesto a la segunda fase. Logró eliminar al Caldense, al Cianorte y al Uberlândia consecutivamente para así conseguir su ascenso a la Serie C del año siguiente. Ya en semifinales eliminó al ABC y en la final venció al Campinense para así conseguir el título de la cuarta categoría del fútbol brasileño.

## Entrenadores
- Márcio Azevedo (?–abril de 2018)[7]
- Éverton Goiano (abril de 2018–?)[8]
- Thiago Carvalho (?–marzo de 2022)[9]
- Eduardo Souza (marzo de 2022–junio de 2022)[10][11]
- Moacir Júnior (junio de 2022–junio de 2023)[12][13]
- Hemerson Maria (junio de 2023–2023)[14][15]
- Rodrigo Limiro (diciembre de 2023–febrero de 2024)[15][16]
- Lúcio Flávio (febrero de 2024–presente)[3]

## Títulos

### Torneos nacionales
- Campeonato Brasileño de Serie D (1): 2021

### Torneos estatales
- Campeonato Goiano de Segunda División (1): 2010.
- Campeonato Goiano de Tercera División (1): 2002.
- Subcampeón del Campeonato Goiano (1): 2015 y 2018.